# 화이역어
화이역어(華夷譯語)는 중국 명·청나라 행정부에서 외국어 연구를 위해 제작한 일련의 어휘를 말한다. 중국어발음연구와 해당언어연구 모두를 위한 어학 및 음운정보의 귀중한 원천이다.
화이역어관련저작은, 중국-몽골어 어휘, 2. 사이관(四夷館)에서 편찬하여 재편집한 어휘. 3. 회동관(會同館)이 준비한 어휘. 4. 청나라의 어휘 따위로 구별된다. 

## 같이 보기
- 반한합시장중주